# در یک اوستریای رومی
در یک اوستریای رومی، نام اثری است از کارل بلوک، نقاش برجستهٔ دانمارکی. اثر در سال ۱۸۶۶ میلادی خلق شد و اینک در مالکیت نگارخانه ملی دانمارک قرار دارد.
این تابلو به سفارش بازرگان موریتز جی مِلیچور، دوست و حامی اصلی بلوک که در پس زمینه نقاشی حضور دارد کشیده شد. او در یک اوستری، کنار یک میز نشسته و با دوستانش صحبت می‌کند. دو چهره ای که در کنارش نشسته‌اند به تصویر کشیده شده‌اند، چهره ای که پشت خود را به بینندگان برگردانده، خود نقاش است.

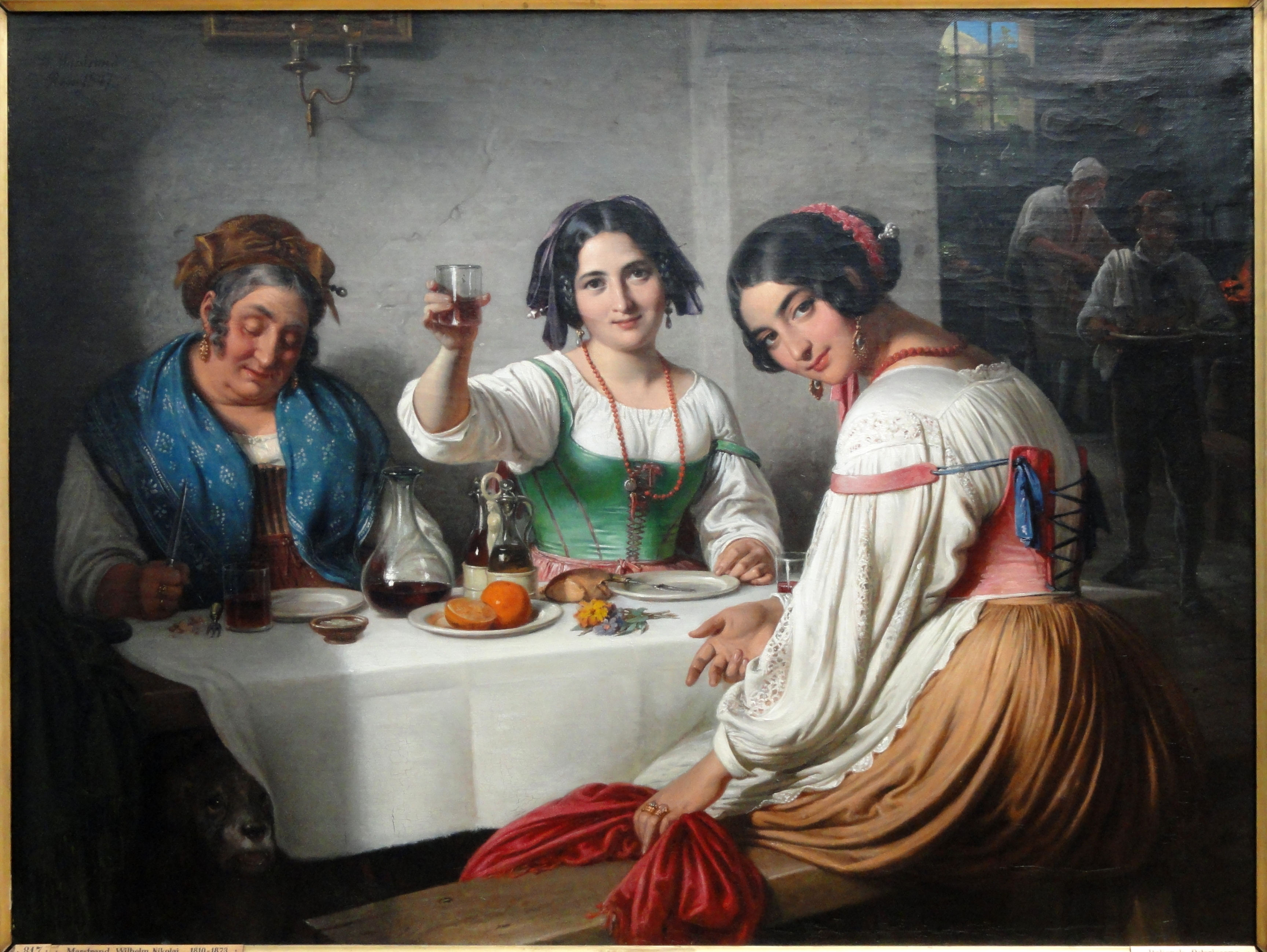
این نقاشی از روی اثر ویلهلم مارستران در سال ۱۸۴۷ الهام گرفته شد.

بلوخ شاگرد ویلهلم مارستراند بود و این اثر هنری شبیه به صحنه اوستریای ایتالیایی مارستراند است. الیزابت یریکو-باومن، نقاش لهستانی-دانمارکی نیز نسخه ای از این صحنه را کشید و حداقل سه تغییر از آن نقاشی وجود دارد.

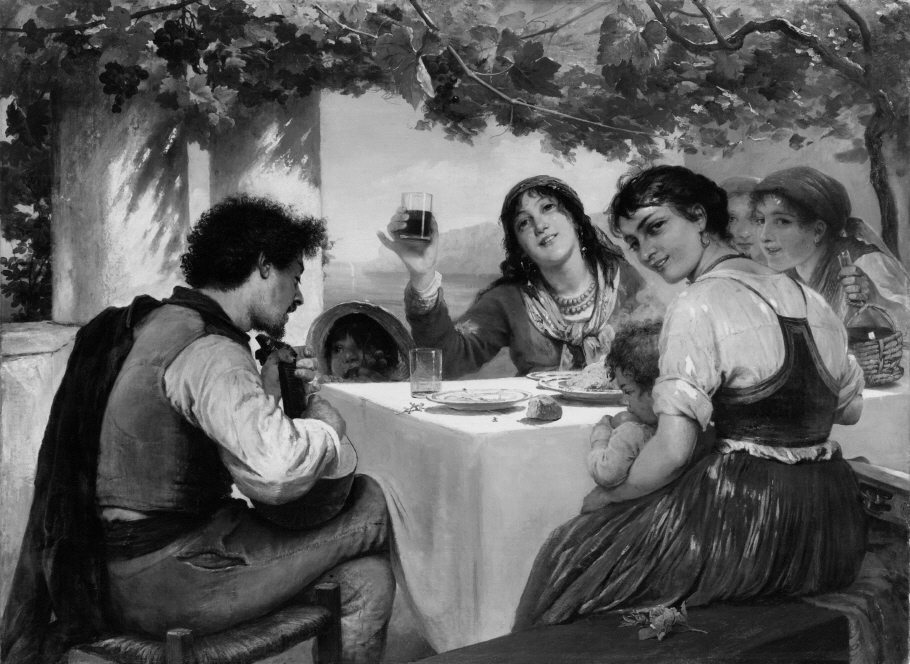
نسخه الیزابت یریکو-باومن از صحنه اوستریای ایتالیا؛ تاریخ ایجاد اثر ناشناخته است.

این اثر در سال ۱۹۳۵ توسط گالری ملی دانمارک خریداری شد، اندازه اثر بدون قاب روی بوم ۱۴۸٫۵ در ۱۷۷٫۵ سانتیمتر (۵۸٫۵ در ۶۹٫۹ اینچ) است.